# Urtima
Urtima är motsatsen till lagtima och är således beteckningen på att en lagstiftande församling är inkallad till en extra session, ett extra möte, som inte är bestämt i lag.
I Sverige kallas i riksdagsordningen en urtima session med riksdagen officiellt för "urtima riksmöte" sedan 1974. Urtima riksdag var beteckningen för riksdagens urtima session före 1974.